# Alsóbágyon
Alsóbágyon (1891-ig Alsó-Badin, szlovákul: Dolný Badín)  község Szlovákiában, a Besztercebányai kerületben, a Korponai járásban.

## Fekvése
Korponától 11 km-re délre, a Korpona és Varbók patakok közötti völgyben fekszik.

## Története
A falu területe a régészeti leletek tanúsága szerint már a kőkorszakban lakott volt. A lengyeli, a lausitzi kultúra, majd a késői bronzkorban és a vaskorban (la téne) is település volt itt. A 9. században szláv település állt a területén.
1135-ben "villa Badun" néven említik először. 1156-ban "Badin", 1391-ben "Bagyon" alakban szerepel az írott forrásokban. A Hont nemzetség ősi birtoka, később a litvai váruradalom része, majd a bozóki premontrei apátság birtoka. 1526 után a Balassáké, majd a 17. századig a Fánchyaké, ezután újra egyházi birtok. 1715-ben 13 adózó jobbágytelke volt. 1828-ban 33 házában 195 lakos élt, akik főként mezőgazdaságból éltek.
Vályi András szerint "Alsó Badin. Tót falu Hont Vármegyében, birtokosa a’ Bozóki Prépostság, lakosai katolikusok, fekszik Bozóktól, mellynek filiája, fél mértföldnyire, határja középszerű, szőlei meglehetősek, fája mind a’ kétféle elég, de legelőjének fogyatkozásai miatt, második Osztálybéli."
Fényes Elek szerint "Badin, (Alsó és Felső), 2 egymás mellett levő tót falu, Honth vármegyében, Bozókhoz 1 órányira: az első 216 kath. lak., s paroch. templommal, a másik 198 kath. lak. Bikkes erdejök szép. F. u. a Bozoki uradalom. Ut. p. Selmecz."
Hont vármegye monográfiája szerint "Alsóbágyon, azelőtt Badin, tót kisközség a Varbók patak mellett, 37 házzal és 193 róm. kath. vallású lakossal; vasúti és táviró-állomása Korpona, postája Csábrágvarbók. Alsóbágyon már a XII. században ismert hely volt és azon hetven falú között szerepel, melyeknek dézsmáját Márton érsek az esztergomi káptalannak adta. A község első urai a Huntok voltak, kiknek idejében Alsóbágyon a csábrági vár tartozéka volt. Később IV. Béla király a bozóki prémontreieket gazdagította e faluval; ebben az adománylevelében a község neve Budoun alakban szerepel. A mohácsi vész után Balassa Zsigmond, az egész bozóki uradalommal együtt, ezt a falut is erőszakkal elfoglalta, Ferdinánd király pedig később megerősítette őt a birtokban. Balassa halála után, özvegye révén, a Fánchyak lettek a község urai, a kik a XVII. század derekáig maradtak e birtokukban, mígnem Szelepcsényi György érsek az egyház részére visszaszerezte azt. Ma nincsen nagyobb birtokos a faluban. Alsóbágyon róm. kath. temploma a XVI. századból való."
A trianoni békeszerződésig Hont vármegye Korponai járásához tartozott.

## Népessége
| Év:            | 1994. | 2004.   | 2014.   | 2024.  |
| -------------- | ----- | ------- | ------- | ------ |
| Emberek száma: | 267   | 251     | 250     | 253    |
| Eltérés:       |       | -5,99 % | -0,39 % | +1,2 % |

| Év:            | 2023. | 2024.   |
| -------------- | ----- | ------- |
| Emberek száma: | 253   | 253     |
| Eltérés:       |       | +1,42 % |

1910-ben 202, túlnyomórészt szlovák lakosa volt.
2001-ben 263 lakosából 261 szlovák volt.
2011-ben 257 lakosából mindegyik szlovák.

## Nevezetességei
- Római katolikus temploma eredetileg gótikus stílusban épült, 1781-ben barokkizálták, végül 1876-ban teljesen átépítették.